# Impressora de codi de barres

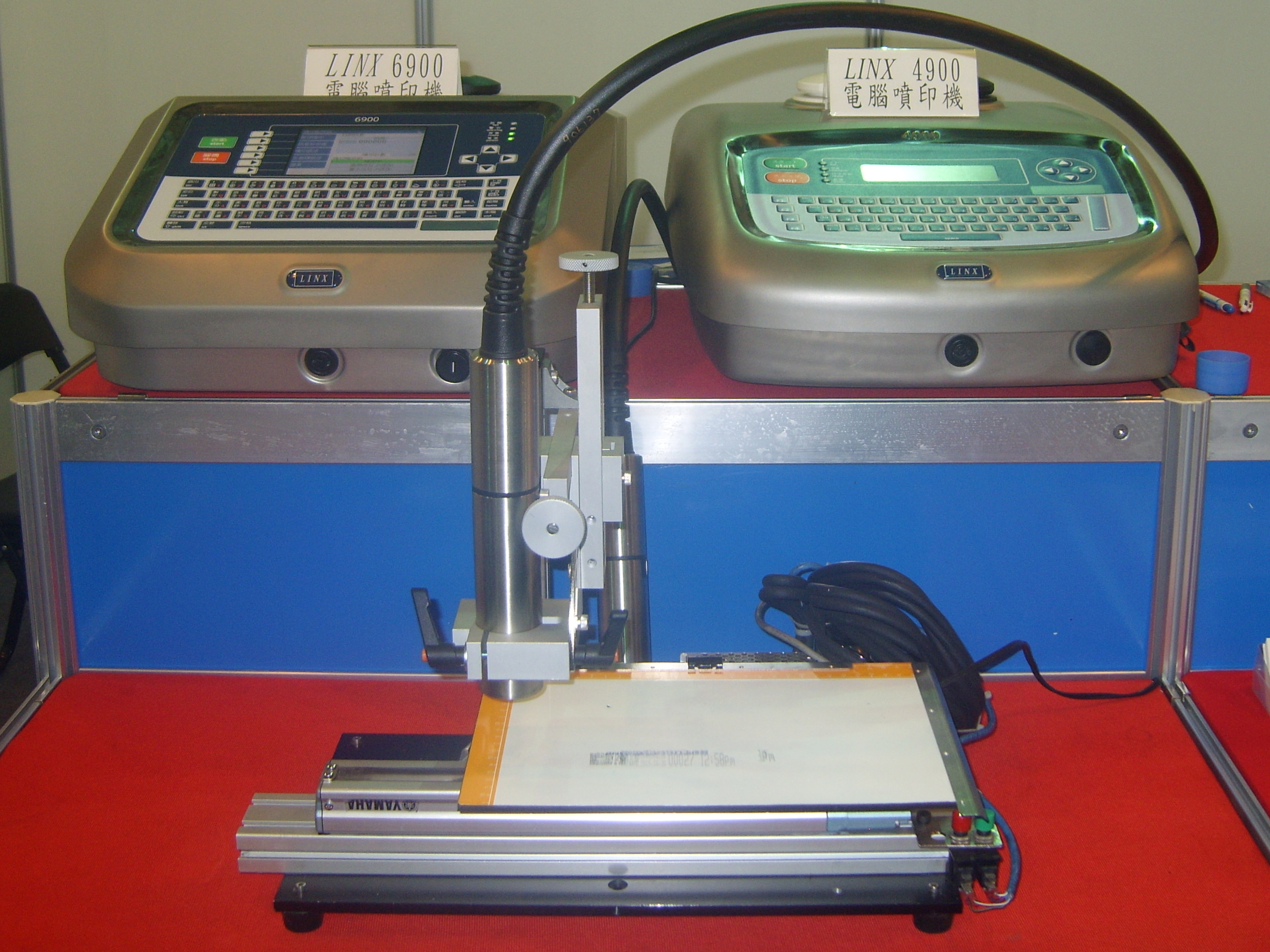
Una impressora de codis de barres

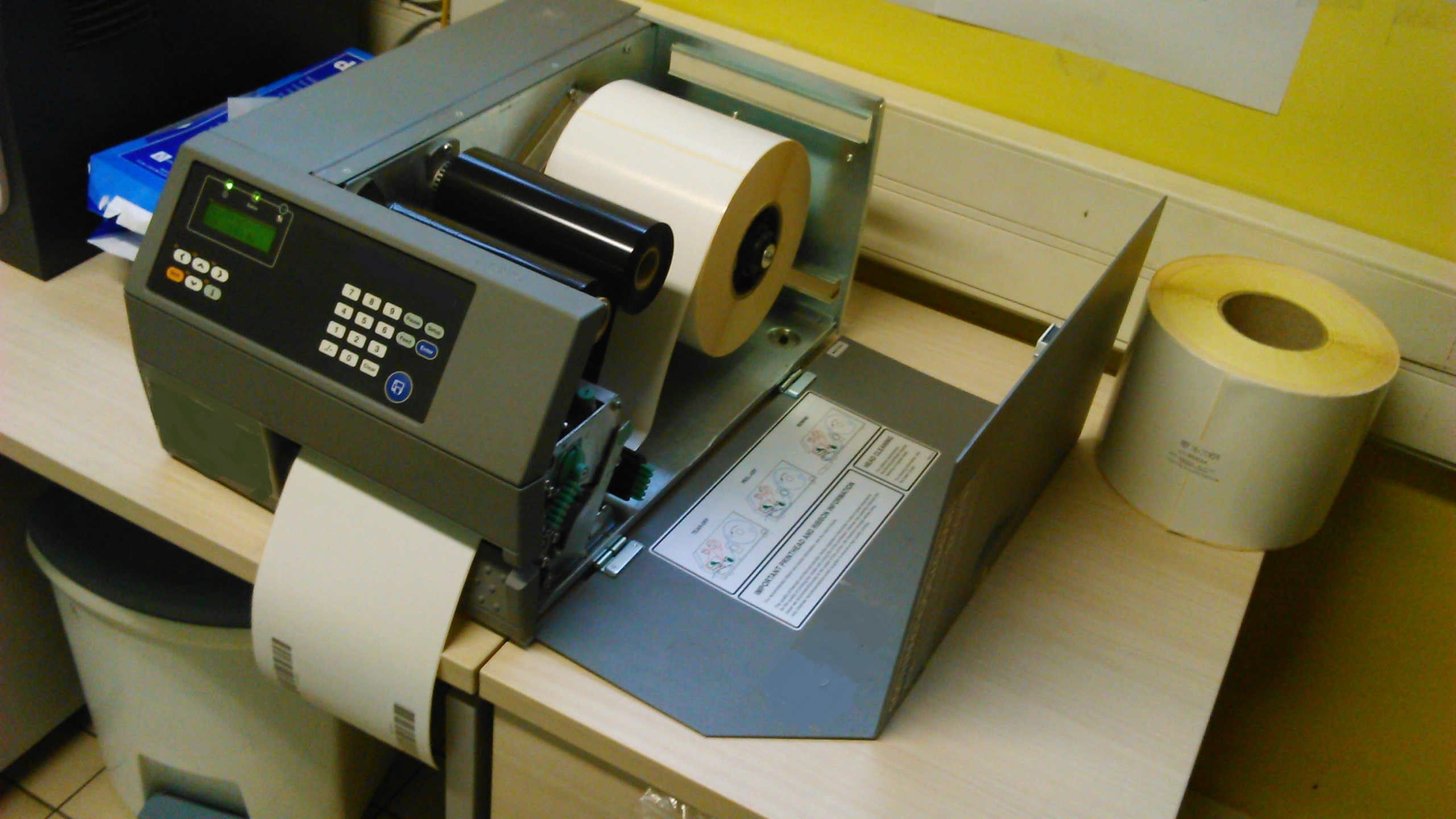
Una impressora de codi de barres industrial

Una impressora de codi de barres és un dispositiu informàtic destinat a imprimir etiquetes de codi de barres o etiquetes que es poden adjuntar o imprimir directament sobre objectes físics. Les impressores de codis de barres s'utilitzen habitualment per etiquetar paquets abans de l'enviament o per identificar articles comercials amb codis UPC (Universal Product Code) o EAN.
Les impressores de codis de barres més habituals poden utilitzar dues tècniques d'impressió diferents.
Les impressores tèrmiques directes utilitzen un capçal d'impressió per generar calor que provoca una reacció química en paper especial que s'enfosqueix quan s'escalfa. Les impressores de transferència tèrmica també utilitzen calor, però en comptes de reaccionar amb el paper, la calor fon una substància cerosa o resina sobre una cinta que la transfereix a l'etiqueta o al material. La calor transfereix la tinta de la cinta al paper.
Les impressores tèrmiques directes són generalment menys cares, però produeixen etiquetes que poden tornar-se il·legibles quan s'exposen a la calor, la llum solar directa o els vapors químics.
Les impressores de codis de barres estan dissenyades per a diferents mercats. Les impressores de codis de barres industrials s'utilitzen en grans magatzems i instal·lacions de fabricació. Tenen una gran capacitat de paper, funcionen molt ràpid i duren més. Per als entorns comercials i d'oficina, hi ha impressores 